# Vivans
Vivans est une commune française située dans le département de la Loire, en région Auvergne-Rhône-Alpes.

## Géographie
Située au nord du département de la Loire, une partie de son territoire est recouvert par la forêt de Lespinasse.

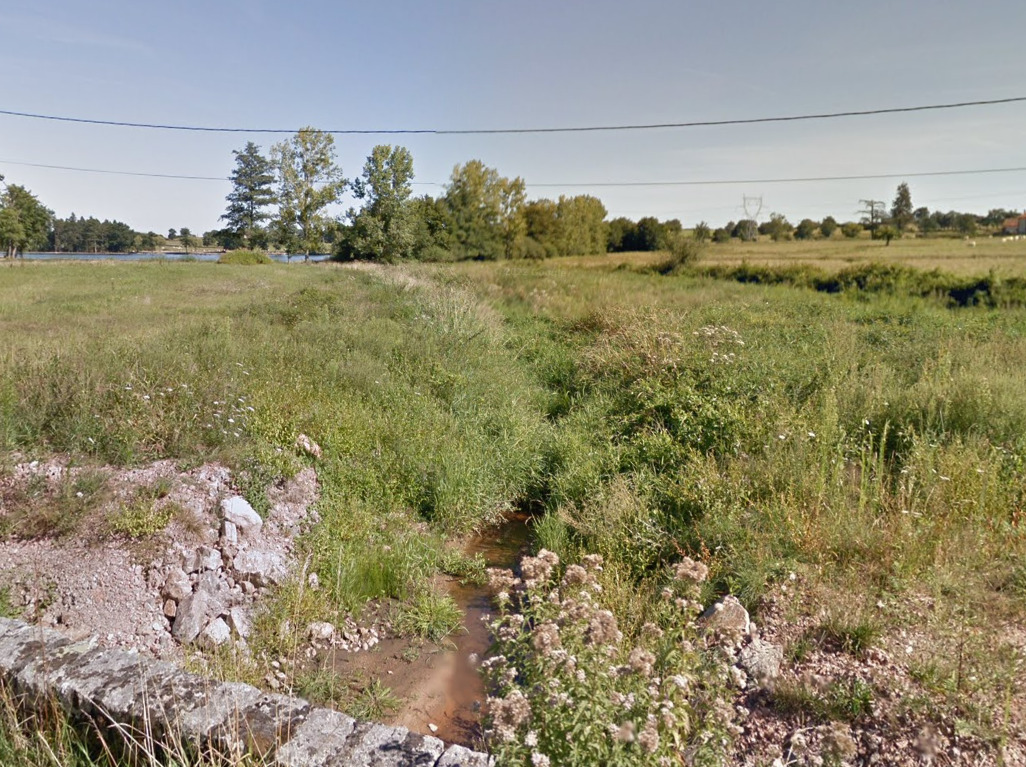
L'Arçon entre Changy et Vivans. Au fond à gauche, l'étang d'Arçon.
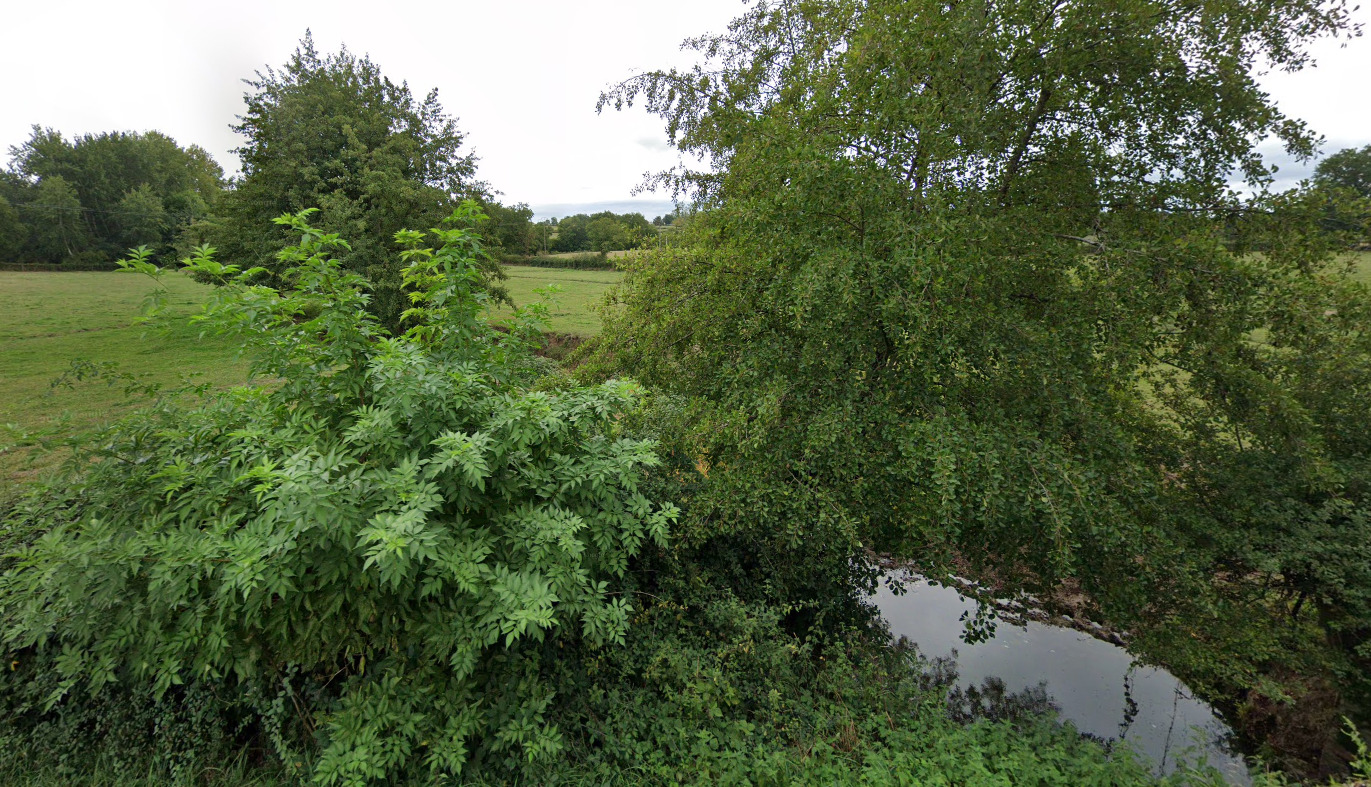
Le Bardon, affluent de l'Arçon, au pont Rigon (route des Varennes)

### Climat
Pour des articles plus généraux, voir Climat d'Auvergne-Rhône-Alpes et Climat de la Loire.
En 2010, le climat de la commune est de type climat océanique dégradé des plaines du Centre et du Nord, selon une étude du Centre national de la recherche scientifique s'appuyant sur une série de données couvrant la période 1971-2000. En 2020, Météo-France publie une typologie des climats de la France métropolitaine dans laquelle la commune est exposée à un climat de montagne ou de marges de montagne et est dans la région climatique  Centre et contreforts nord du Massif Central, caractérisée par un air sec en été et un bon ensoleillement. 
Pour la période 1971-2000, la température annuelle moyenne est de 10,9 °C, avec une amplitude thermique annuelle de 16,6 °C. Le cumul annuel moyen de précipitations est de 826 mm, avec 11,2 jours de précipitations en janvier et 7,4 jours en juillet. Pour la période 1991-2020, la température moyenne annuelle observée sur la station météorologique de Météo-France la plus proche, « Arfeuilles », sur la commune d'Arfeuilles à 17 km à vol d'oiseau, est de 11,2 °C et le cumul annuel moyen de précipitations est de 951,6 mm,. Pour l'avenir, les paramètres climatiques de la commune estimés pour 2050 selon différents scénarios d'émission de gaz à effet de serre sont consultables sur un site dédié publié par Météo-France en novembre 2022.

## Urbanisme

### Typologie
Au 1er janvier 2024, Vivans est catégorisée commune rurale à habitat très dispersé, selon la nouvelle grille communale de densité à sept niveaux définie par l'Insee en 2022.
Elle est située hors unité urbaine. Par ailleurs la commune fait partie de l'aire d'attraction de Roanne, dont elle est une commune de la couronne,. Cette aire, qui regroupe 88 communes, est catégorisée dans les aires de 50 000 à moins de 200 000 habitants,.

## Histoire
Le nom la commune proviendrait du patois arvennois : Vivans viendrait du mot rivière.
Depuis le 1er janvier 2013, la communauté de communes du Pays de la Pacaudière dont faisait partie la commune s'est intégrée à la communauté d'agglomération Roannais Agglomération.

## Politique et administration

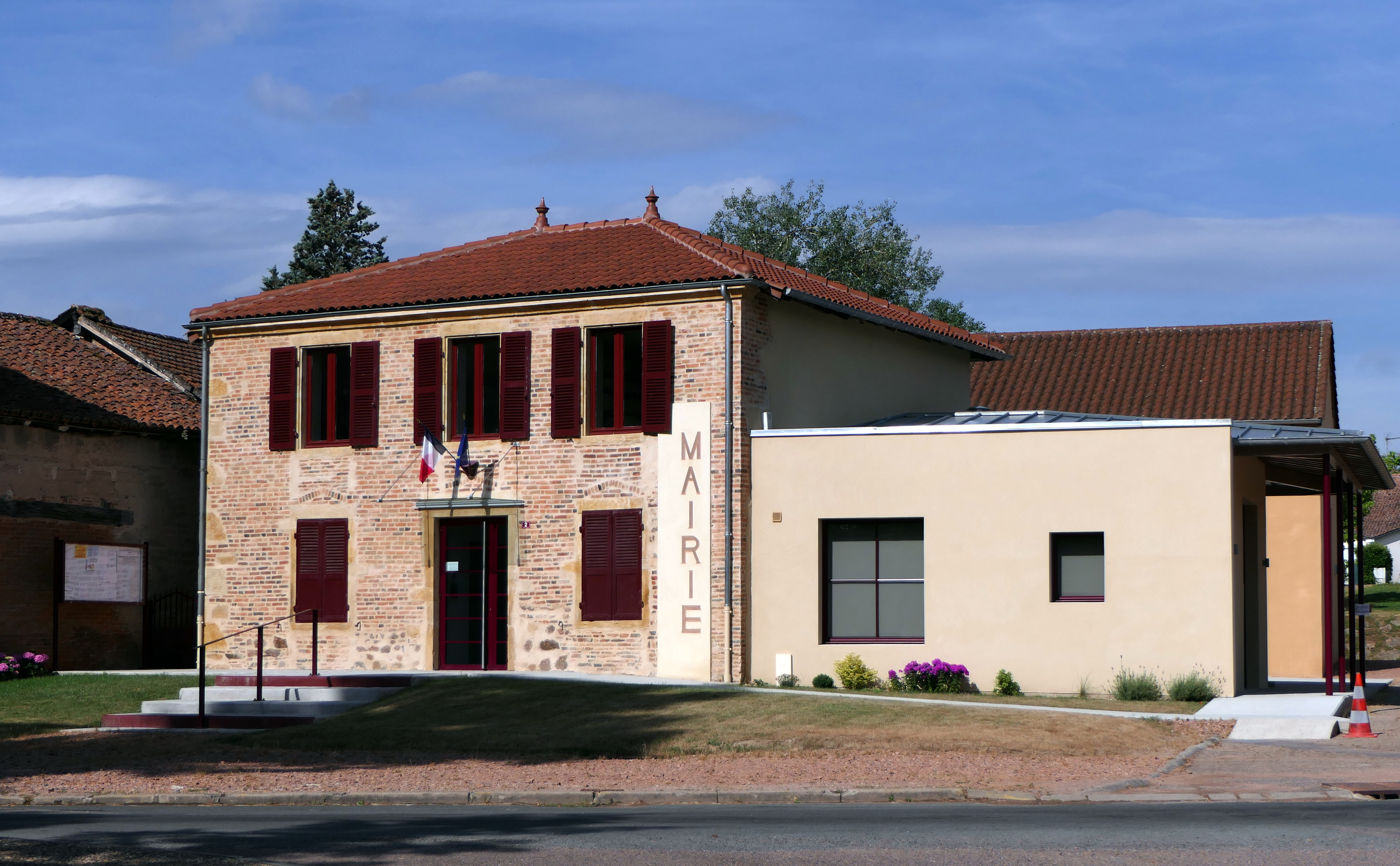
La mairie

| Période                                  | Période   | Identité            | Étiquette | Qualité            |
| ---------------------------------------- | --------- | ------------------- | --------- | ------------------ |
| Les données manquantes sont à compléter. |           |                     |           |                    |
| ????                                     | mars 2001 | Régis Jacquis       | DVG       | Conseiller général |
| mars 2001                                | En cours  | Marie-France Beroud |           |                    |

- La mairie

## Démographie
L'évolution du nombre d'habitants est connue à travers les recensements de la population effectués dans la commune depuis 1793. Pour les communes de moins de 10 000 habitants, une enquête de recensement portant sur toute la population est réalisée tous les cinq ans, les populations de référence des années intermédiaires étant quant à elles estimées par interpolation ou extrapolation. Pour la commune, le premier recensement exhaustif entrant dans le cadre du nouveau dispositif a été réalisé en 2008.

En 2022, la commune comptait 231 habitants, en stagnation par rapport à 2016 (Loire : +1,32 %, France hors Mayotte : +2,11 %).
| 1793 | 1800 | 1806 | 1821 | 1831 | 1836 | 1841 | 1846 | 1851 |
| ---- | ---- | ---- | ---- | ---- | ---- | ---- | ---- | ---- |
| 620  | 627  | 613  | 651  | 668  | 666  | 692  | 774  | 706  |

| 1856 | 1861 | 1866 | 1872 | 1876 | 1881 | 1886 | 1891 | 1896 |
| ---- | ---- | ---- | ---- | ---- | ---- | ---- | ---- | ---- |
| 747  | 748  | 800  | 823  | 814  | 822  | 834  | 836  | 807  |

| 1901 | 1906 | 1911 | 1921 | 1926 | 1931 | 1936 | 1946 | 1954 |
| ---- | ---- | ---- | ---- | ---- | ---- | ---- | ---- | ---- |
| 794  | 768  | 718  | 565  | 543  | 521  | 502  | 478  | 441  |

| 1962 | 1968 | 1975 | 1982 | 1990 | 1999 | 2006 | 2008 | 2013 |
| ---- | ---- | ---- | ---- | ---- | ---- | ---- | ---- | ---- |
| 392  | 365  | 317  | 306  | 262  | 260  | 250  | 247  | 236  |

| 2018 | 2022 | - | - | - | - | - | - | - |
| ---- | ---- | - | - | - | - | - | - | - |
| 229  | 231  | - | - | - | - | - | - | - |

## Culture locale et patrimoine

### Lieux et monuments
- La forêt de Lespinasse
- Le monument aux morts : le monument aux morts est réalisé en 1922, par M. Barbon, architecte. Il représente une jeune femme qui tient un rameau d’olivier. "ce monument aux morts rend hommage aux femmes qui ont tenu les exploitations pendant la Première Guerre mondiale[11]".
- L'église Saint-Étienne de Vivans

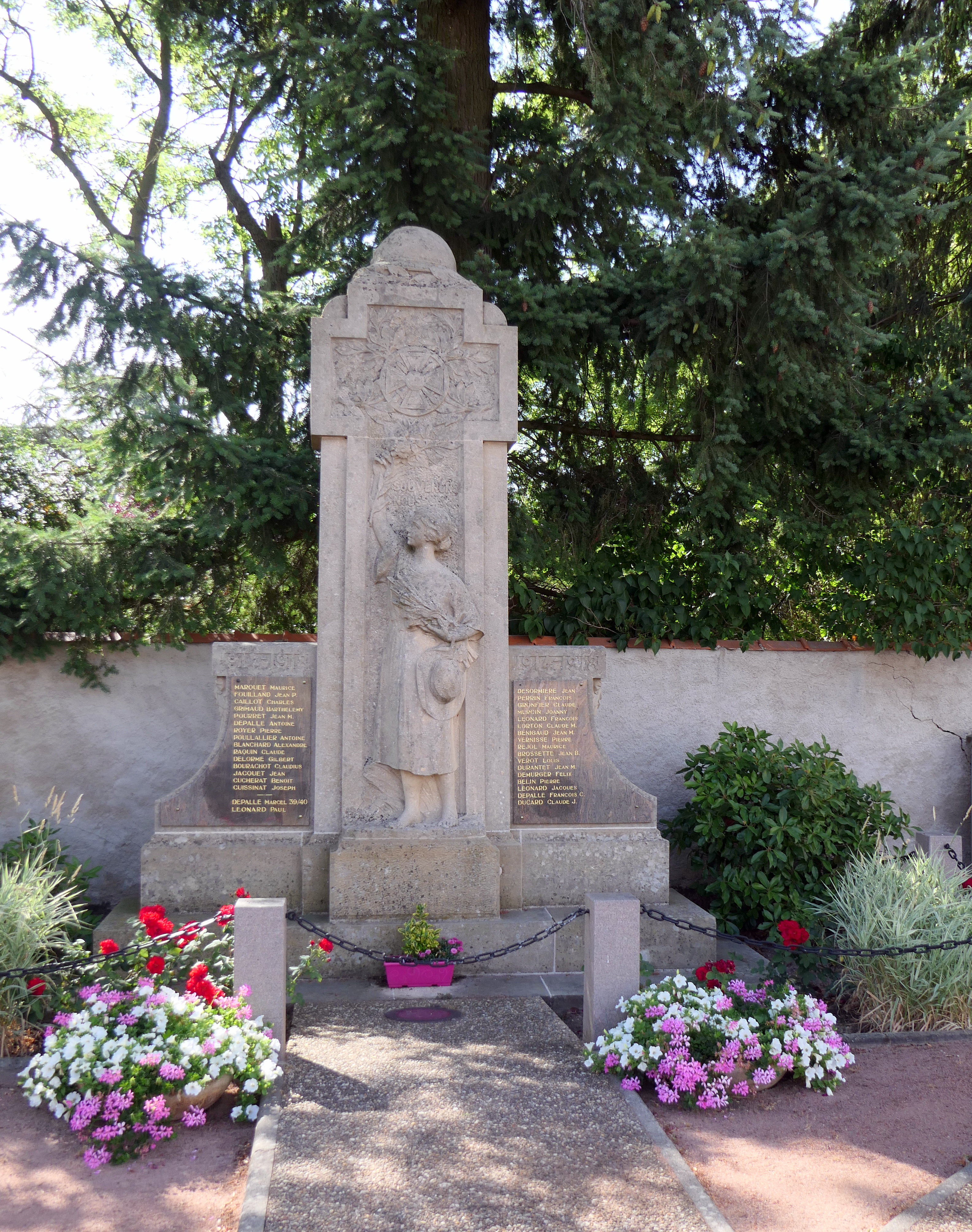
Le monument aux morts
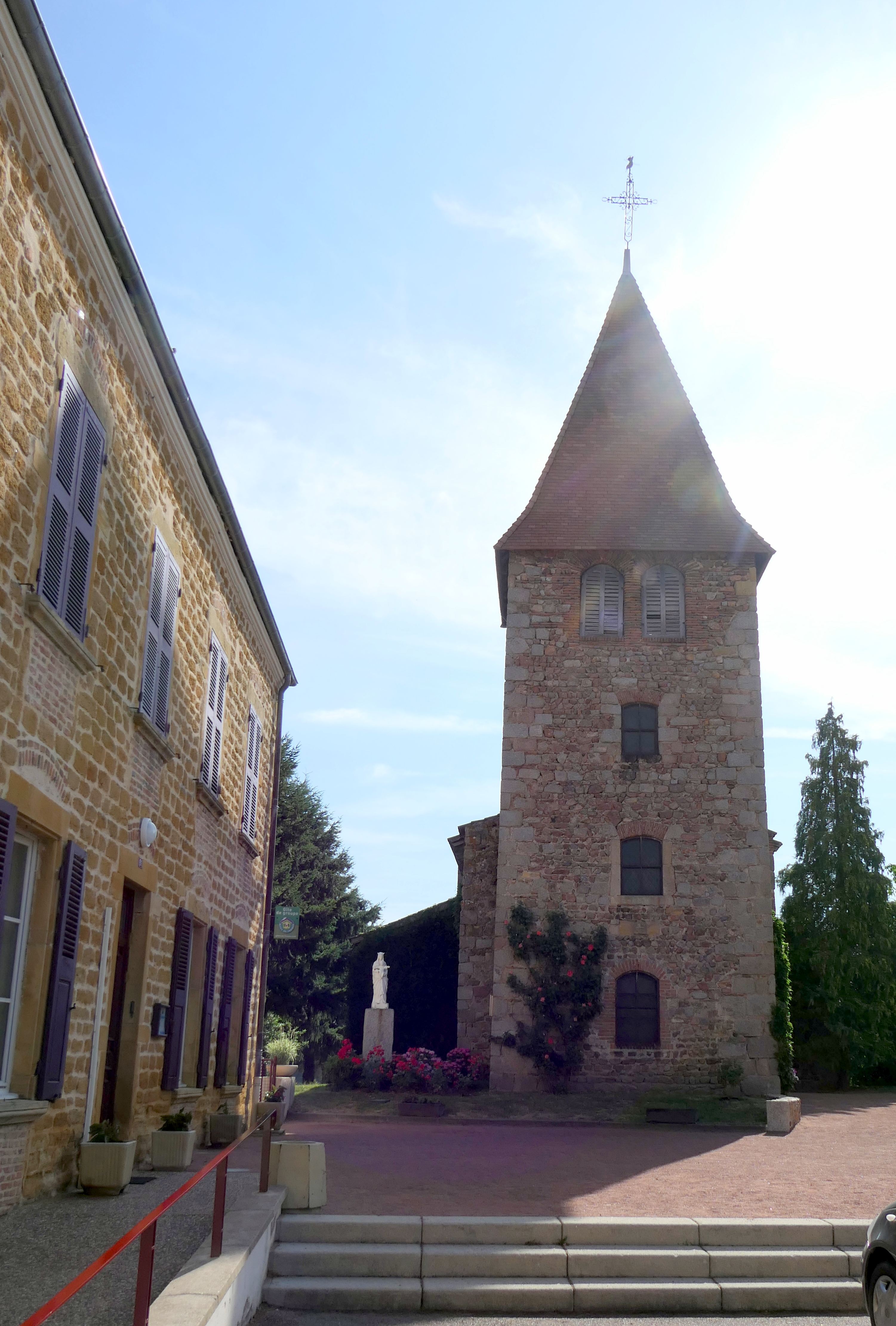
L'extérieur de l'église
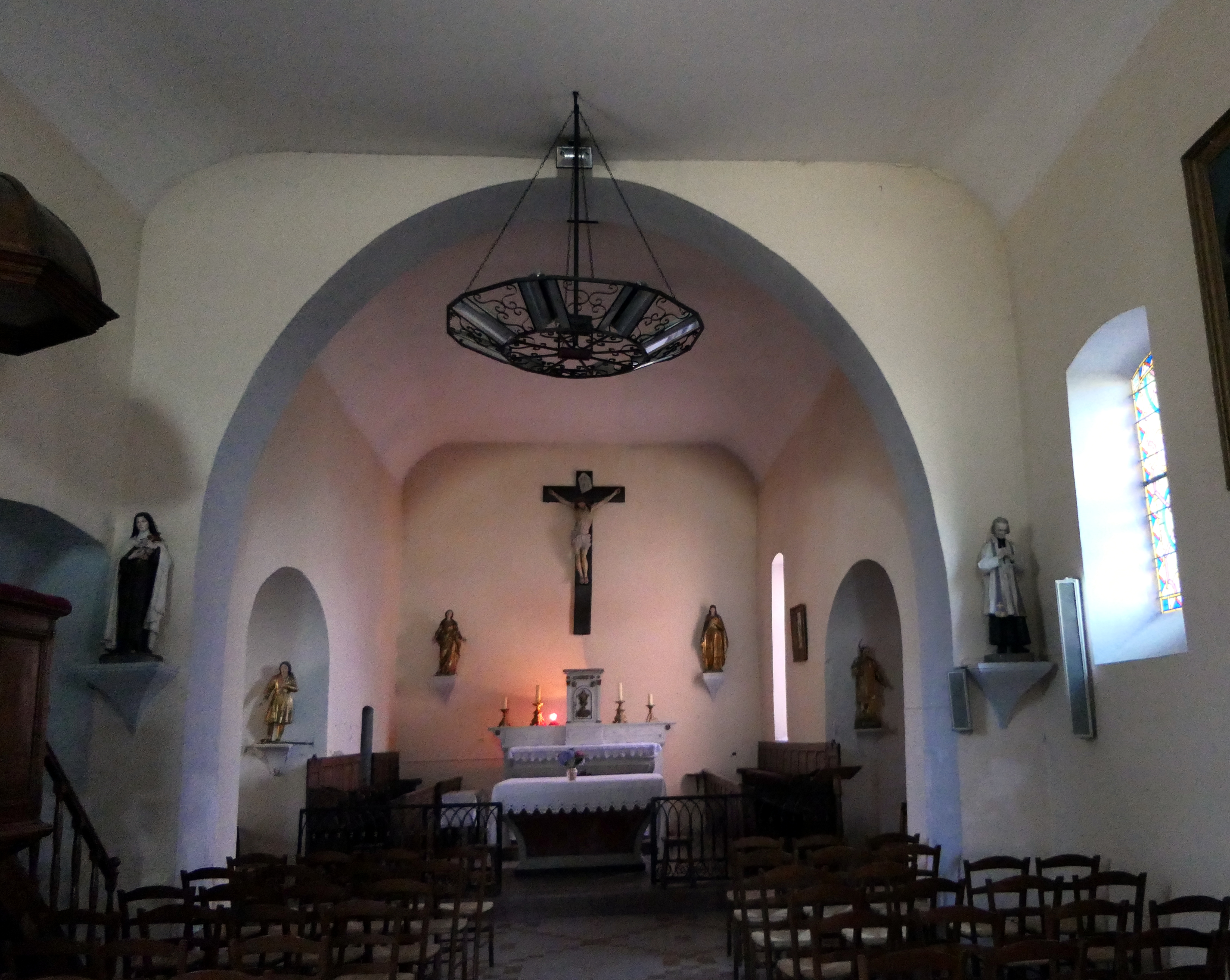
La nef et le chœur de l'église

### Personnalités liées à la commune
- Pierre de Noailly[17] (1747-1826), médecin et homme politique né à Vivans, maire de Changy, député du Rhone à la Convention.